# Calacogloea peniophorae
Calacogloea peniophorae är en svampart som beskrevs av Oberw. & Bandoni 1991. Calacogloea peniophorae ingår i släktet Calacogloea och riket svampar.   Inga underarter finns listade i Catalogue of Life.